# William Roerick
William Roerick, all'anagrafe William Roehrich (Hoboken, 17 dicembre 1911 – Monterey, 30 novembre 1995), è stato un attore statunitense, che fu attivo in campo cinematografico, televisivo e teatrale.
Tra cinema e televisione, partecipò, a partire dall'inizio degli anni quaranta in poi, a circa una quarantina di diverse produzioni.
Tra i suoi ruoli più noti, figura quello di Henry Chamberlain nella soap opera Sentieri, ruolo interpretato dal 1980 fino agli ultimi giorni di vita.

## Biografia

### Morte
William Roerick morì all'età di 83 anni in un incidente stradale, avvenuto a Monterey (Massachusetts) il 30 novembre 1995.
È sepolto presso lo Union Church Cemetery di Tyringham, nella Contea di Berkshire (Massachusetts).

## Filmografia parziale

### Cinema
- This Is the Army, regia di Michael Curtiz (1943)
- Il colosso d'argilla (The Harder They Fall), regia di Mark Robson (1956)
- Il vampiro del pianeta rosso (Not of This Earth), regia di Roger Corman (1957)
- La donna vespa (The Wasp Woman), regia di Roger Corman (1959)
- Jim l'irresistibile detective (A Lovely Way to Die), regia di David Lowell Rich (1968)
- The Sporting Club, regia di Larry Peerce (1971)
- La macchina dell'amore (The Love Machine), regia di Jack Haley Jr. (1971)
- Una pace individuale (A Separate Peace), regia di Larry Peerce (1972)
- Il giorno del delfino (The Day of the Dolphin), regia di Mike Nichols (1973)
- Novantadue gradi all'ombra (92 in the Shade), regia di Thomas McGuane (1975)
- Una finestra sul cielo (The Other Side of the Mountain), regia di Larry Peerce (1975)
- God Told Me To, regia di Larry Cohen (1976)
- Betsy (The Betsy),  regia di Daniel Petrie (1978)

### Televisione
- Suspense – serie TV, un episodio (1952)
- The General's Bible – film TV (1953)
- To My Valentine – film TV (1953)
- Kraft Television Theatre – serie TV, un episodio (1953)
- Studio 57 – serie TV, un episodio (1955)
- Playhouse 90 – serie TV, 3 episodi (1956-1958)
- I segreti della metropoli (Big Town) – serie TV, un episodio (1956)
- Climax! – serie TV, episodio 2x23 (1956)
- The Millionaire – serie TV, un episodio (1956)
- The Ford Television Theatre – serie TV, un episodio (1957)
- Lux Video Theatre – serie TV, 2 episodi (1957)
- Perry Mason – serie TV, episodio 1x03 (1957)
- L'uomo ombra (The Thin Man) – serie TV, episodio 1x13 (1957)
- How to Marry a Millionaire – serie TV, un episodio (1958)
- The Gale Storm Show: Oh! Susanna – serie TV, un episodio (1958)
- Hudson's Bay – serie TV, un episodio (1959)
- The Third Man – serie TV, un episodio (1959)
- Mike Hammer – serie TV, un episodio (1959)
- The Man from Blackhawk – serie TV, un episodio (1959)
- Five Fingers – serie TV, un episodio (1960)
- Westinghouse Desilu Playhouse – serie TV, episodio 2x14 (1960)
- Shotgun Slade – serie TV, un episodio (1960)
- The Clear Horizon – serie TV  (1960-1962)
- Il dottor Kildare (Dr. Kildare) – serie TV, un episodio (1962)
- Destini (Another World) – soap opera (1964)
- For the People – serie TV, un episodio (1965)
- This Town Will Never Be the Same – film TV (1969)
- NET Playhouse – serie TV, un episodio (1972)
- Particular Men – film TV (1972)
- Madigan – serie TV, un episodio (1973)
- The Adams Chronicles – miniserie TV, un episodio (1976)
- Sentieri (The Guiding Light) – soap opera, 4 puntate (1980-1996)
- Freedom to Speak (1982)
- The Thorns – serie TV, un episodio (1988)
- Law & Order - I due volti della giustizia (Law & Order) – serie TV, episodio 1x01 (1990)

## Doppiatori

### Italiani
- Riccardo Mantani (in: Sentieri)[5][6][7]
- Giampaolo Rossi (in: Sentieri)[5][8]

### Tedeschi[9]
- Otto Kuhlmann
- Friedrich Schönfelder
- Thomas Reiner (in: Der Tag des Delphins)
- Heinz Piper
- Hartmut Reck
- Heinz Petruo